# بدمینتون در بازی‌های آسیایی ۲۰۱۴
بدمینتون در بازی‌های آسیایی ۲۰۱۴ در پارک مونهاک در اینچئون در کره جنوبی برگزار شد. تاریخ برگزاری این رقابت‌ها ۲۰ تا ۲۹ ستامپر ۲۰۱۴ بود.

## جدول مدال
| رتبه   | کشور      | طلا | نقره | برنز | مجموع |
| 1      | چین       | ۴   | ۳    | ۲    | ۹     |
| 2      | اندونزی   | ۲   | ۱    | ۱    | ۴     |
| 3      | کره جنوبی | ۱   | ۲    | ۲    | ۵     |
| 4      | ژاپن      | ۰   | ۱    | ۱    | ۲     |
| 5      | مالزی     | ۰   | ۰    | ۴    | ۴     |
| 6      | چین تایپه | ۰   | ۰    | ۲    | ۲     |
| 7      | هنگ کنگ   | ۰   | ۰    | ۱    | ۱     |
| 7      | هند       | ۰   | ۰    | ۱    | ۱     |
| مجموعاً | مجموعاً    | ۷   | ۷    | ۱۴   | ۲۸    |